# فستوكة همبير
فستوكة همبير (باللاتينية: Festuca humbertii) نوع نباتي يتبع جنس الفستوكة من الفصيلة النجيلية. سميت على اسم عالم النبات الفرنسي أونري جان همبير (بالفرنسية: Henri Jean Humbert)‏.

## الموئل والانتشار
ينتشر النبات في المغرب العربي.

## الوصف النباتي
النبات عشبي معمر.